# Platforma Cotmeana (sit SCI)
Platforma Cotmeana este o arie protejată (arie specială de conservare — SAC, sit de importanță comunitară — SCI) din România, desemnată în scopul protejării biodiversității și menținerii într-o stare de conservare favorabilă a florei spontane și faunei sălbatice, precum și a habitatelor naturale de interes comunitar aflate în arealul zonei de protecție. Aceasta este întinsă pe o suprafață de 12.554,4 ha, integral pe uscat.

## Localizare
Centrul sitului Platforma Cotmeana este situat la coordonatele 44°56′28″N 24°36′10″E / 44.941028°N 24.602675°E. Situl se întinde pe teritoriile administrative ale comunelor: Băbana, Ciomăgești, Cocu, Cotmeana, Cuca, Drăganu, Morărești și Uda din județul Argeș; pe cel al comunei Vitomirești din județul Olt și pe cele ale comunelor Dănicei, Galicea, Milcoiu, Nicolae Bălcescu, Olanu și Stoilești din județul Vâlcea.

## Înființare
Situl Platforma Cotmeana a fost declarat sit de importanță comunitară (ROCIC0354) în septembrie 2011 pentru a proteja 5 specii de animale. Situl a fost protejat și ca arie specială de conservare (ROSAC0354) în mai 2022.

## Biodiversitate
Situată în ecoregiunea continentală, aria protejată conține 9 habitate naturale: Cursuri de apă din zonele de câmpie, până în cele montane, cu vegetație din Ranunculion fluitantis și Callitricho - Batrachion, Râuri cu maluri nămoloase cu vegetație de Chenopodion rubri și Bidention, Comunități de lizieră cu ierburi înalte higrofile de la câmpie și din etajul montan până în cel alpin, Pajiști de altitudine joasă (Alopecurus pratensis, Sangiusorba officinalis), Păduri de fag de tipul Asperulo-Fagetum, Păduri aluviale de Alnus glutinosa și Fraxinus excelsior (AlnoPadion, Alnion incanae, Salicion albae), Păduri balcano-panonice de cer și gorun, Tufărișuri de foioase ponto-sarmatice și Păduri dacice de stejar și carpen .
La baza desemnării sitului se află cinci specii protejate:
- amfibieni (2): broasca-țestoasă europeană de baltă (Emys orbicularis), buhaiul de baltă cu burtă galbenă (Bombina variegata)
- insecte (3): croitorul mare al stejarului (Cerambyx cerdo), rădașcă (Lucanus cervus), croitor cenușiu (Morimus asper funereus)

Pe lângă speciile aflate la baza desemnării sitului, pe teritoriul acestuia au mai fost identificate încă 6 specii protejate la nivel european; astfel: reptile (2): gușter (Lacerta viridis), șarpe de casă (Natrix natrix); amfibieni (4): broasca mică de lac (Pelophylax esculentus), salamandra de uscat (Salamandra salamandra), tritonul de munte (Triturus alpestris) și tritonul comun transilvănean (Triturus vulgaris ampelensis).